# Збірна Туреччини з футболу
Збірна Туреччини з футболу (тур. Türkiye Millî Futbol Takımı) — представляє Туреччину на міжнародних футбольних турнірах. Виникла в 1923 році. Турецька футбольна федерація (тур. Türkiye Futbol Federasyonu) заснована в 1923 році. Член ФІФА з 1923 та УЄФА з 1962.
Найбільше досягнення команди — 3-тє місце на чемпіонаті світу 2002 року. Також Туреччина зайняла 3-тє місце на Кубку конфедерацій 2003 та 3-4 місце на чемпіонаті Європи 2008 року.
Станом на 28 листопада 2024 посідає 28-e місце у рейтингу футбольних збірних світу.

## Історія

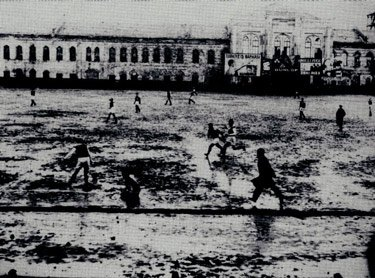
Перший матч збірної, гра Туреччина—Румунія. 26 жовтня 1923 року.

Турецька футбольна збірна веде свою історію з 1923 року, коли була створена Турецька футбольна федерація і проведено перший офіційний матч, попри те, що турецькі команди брали участь ще на Олімпіаді 1896 року. Саме з Туреччиною в 1930-і роки збірна СРСР найчастіше проводила товариські матчі. Офіційно Туреччина почала брати участь в кваліфікаційних раундах чемпіонатів світу в 1950 році.

### Чемпіонат світу 1950
Туреччина кваліфікувалася для участі на чемпіонаті світу 1950 року в Бразилії, обігравши Сирію 7:0, але не змогла взяти участь в турнірі через фінансові проблеми.

### Чемпіонат світу 1954
Туреччина кваліфікувалася для участі і в наступному чемпіонаті світу 1954 року, обігравши Іспанію. Перший матч турецька команда програла іспанцям 1:4, але перемога у матчі-відповіді 1:0 дозволила проведення 3-го матчу між цими командами. Ця гра завершилася з рахунком 2:2, і місце Туреччини в основному турнірі було визначено жеребом. Туреччина на дебютному «мундіалі» опинитися в групі з угорцями і командою ФРН, хоча через незвичайний формат турніру Туреччина так і не зіграла з Угорщиною, натомість команда програла 1:4 німцям, але потім розгромила збірну Республіки Корея з рахунком 7:0. У матчі за право вийти з групи турки програли все тій же команді ФРН з рахунком 2:7.

### 1960-ті-1990-ті
Незважаючи на зростання рівня національного чемпіонату і хороші показники турецьких клубів на європейській арені, 1960-ті — невдалий період для збірної країни. У 1970-ті Туреччина була середняком у відбіркових турнірах до світових і європейських чемпіонатів, навіть не маючи особливих шансів пробитися на ці турніри.

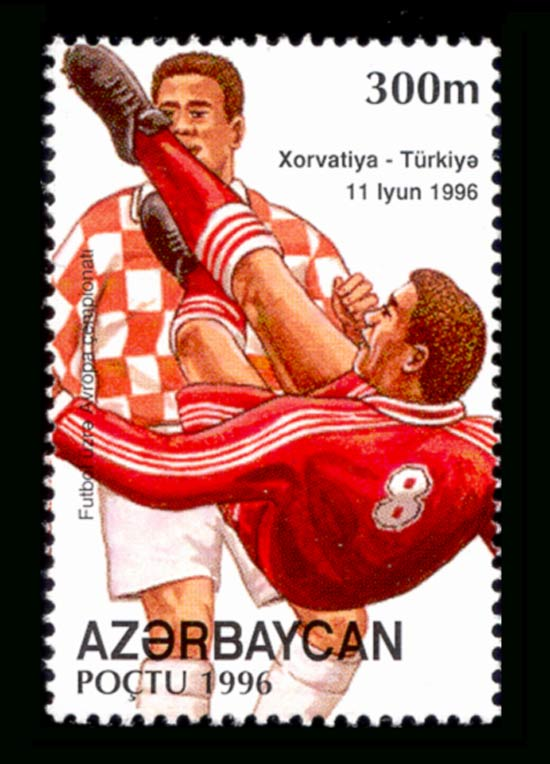
Матч Туреччина-Хорватія на Євро-1996 на поштовій марці Азербайджану.

У 80-ті (1984 і 1987 роки) Туреччина зазнала найбільшої поразки в своїй історії, програвши двічі Англії з рахунком 0:8. В рамках кваліфікаційних ігор до чемпіонату світу 1990 року лише невдача в останньому матчі залишила збірну Туреччини за бортом чемпіонату, а ось в рамках відбору до чемпіонату Європи 1992 року турки взагалі зайняли останнє місце в групі. Єдиним їх значущим виступом у 1990-ті була гра на чемпіонаті Європи 1996 року, де, однак, Туреччина програла всі три матчі, не забивши жодного гола.

### Чемпіонат світу 2002

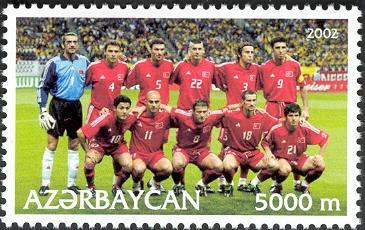
Збірна Туреччини, бронзовий призер чемпіонату світу-2002 на поштовій марці Азербайджану.

Зростаючий рівень турецького футболу був підтверджений третім місцем на чемпіонаті світу 2002 році. В 1/4 фіналу Туреччина обіграла Сенегал 1:0 (за правилом «золотого голу»), потім в півфіналі поступилася Бразилії 0:1, а в матчі за третє місце перемогла збірну Південної Кореї з рахунком 3:2. У тому матчі Хакан Шюкюр відкрив рахунок на 11-й секунді, забивши найшвидший гол в історії чемпіонатів світу.

### Кубок Конфедерацій 2003
Влітку 2003 року Туреччина посіла 3-тє місце на Кубку Конфедерацій, на якому вона з молодим, експериментальним складом зіграла внічию з Бразилією, в результаті чого бразильці вибули з турніру. Турки в півфіналі програли майбутнім переможцям турніру, Франції, з рахунком 2:3, не забивши пенальті на останніх хвилинах. У матчі за третє місце Туреччина обіграла Колумбію 2:1, не зважаючи на те, що на тому турнірі багато тогочасних лідерів команди не грали.

### Чемпіонат Європи 2004
Після серії успіхів турецька команда зазнала фіаско у відбірковому турнірі до чемпіонату Європи 2004 року. Пропустивши вперед Англію з відривом всього в одне очко, Туреччина вийшла на збірну Латвії в стикових матчах. У Ризі команда Туреччини поступилася 0:1. У повторній зустрічі турки вели 2:0, але латвійці встигли зрівняти рахунок і вийшли у фінальну частину чемпіонату Європи. Туреччина ж залишилася за його бортом.

### Чемпіонат світу 2006
У відбірковому турнірі в групі з такими командами, як Данія, Греція і Україна, турки зайняли 2-е місце (Україна виграла групу і кваліфікувалася напряму). У серії плей-оф Туреччина програла збірній Швейцарії за правилом голів на чужому полі (в гостях програли 0:2, вдома виграли 4:2). Матч у Стамбулі запам'ятався масовою бійкою між футболістами після гри, внаслідок чого Туреччину змусили грати кілька матчів при порожніх трибунах.

### Чемпіонат Європи 2008
Перед відбірковим турніром збірну покинули Тугай Керімоглу і Окан Бурук, кілька ключових гравців були травмовані, але перемога над Норвегією 2:1 принесла Туреччині заповітну путівку на Євро-2008 з другого місця у відбірковій групі.
Безпосередньо на фінальний турнір Туреччина поїхала без ряду гравців, включаючи Хакана Шюкюра, Халіла Алтинтопа, Їлдирая Баштюрка та інших, але взяла кілька ветеранів чемпіонату світу 2002 і Кубка конфедерацій 2003 років. У стартовому матчі вони поступилися португальцям 0:2, потім вирвали перемогу 2:1 на 92 хвилині у швейцарців, а в останній грі групового етапу, поступаючись 0:2, за 15 хвилин до кінця матчу тричі вразили ворота чехів і вирвали перемогу. Героями матчу стали Арда Туран і Ніхат Кахведжі (оформив дубль). Навіть вилучення в кінці зустрічі Волкана Демірела, воротаря збірної, не налякало турків: захисник Тунджай Шанли, який заміняв воротаря, не вступав жодного разу в гру.

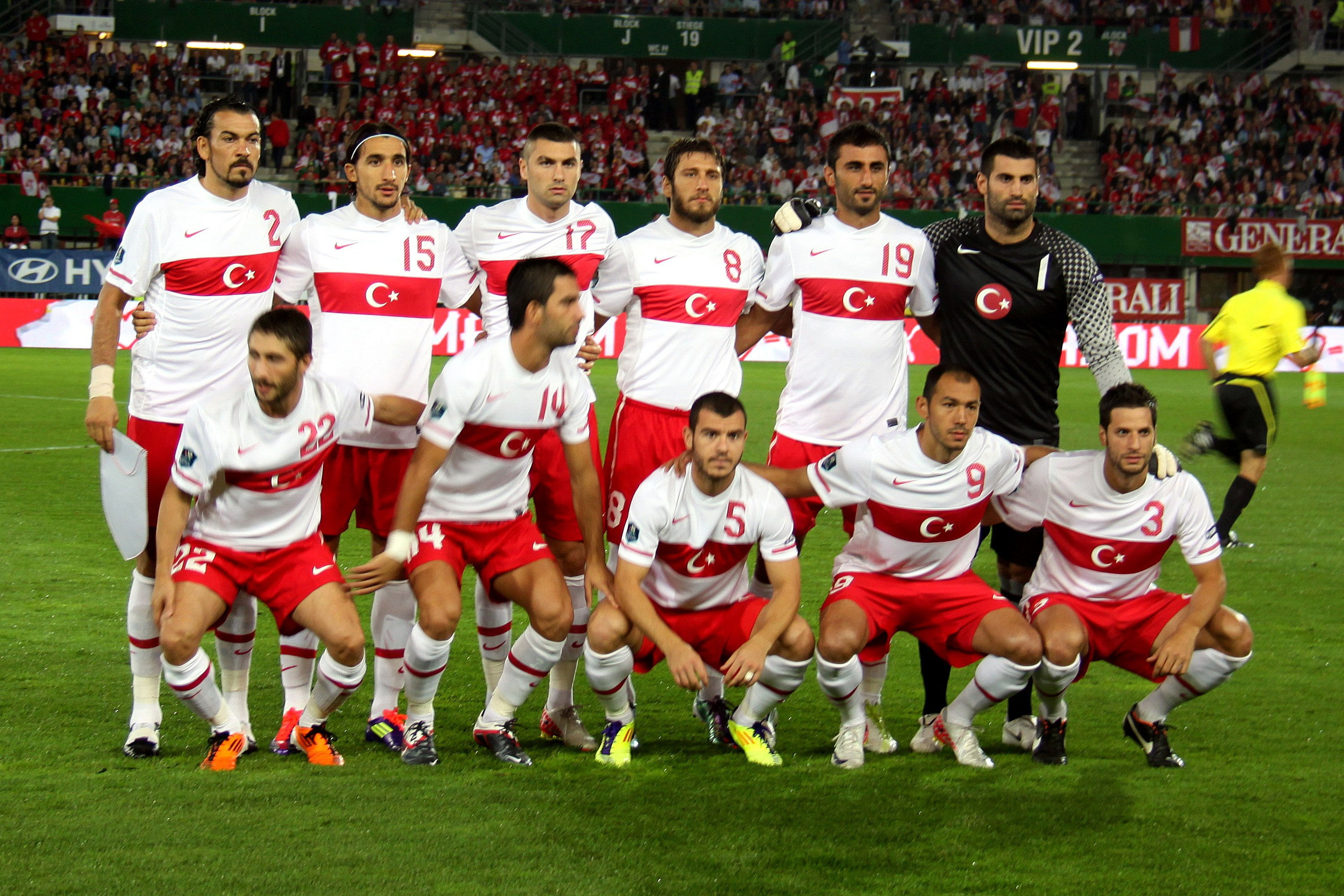
Збірна Туреччини під час кваліфікації Євро-2012.

В 1/4 фіналу турки грали з Хорватією: хорвати відкрили рахунок в кінці овертайму, але через хвилину турки сенсаційно зрівняли рахунок. У серії пенальті вони переграли хорватів 3:1 і сенсаційно вийшли в півфінал Євро-2008. Однак у півфіналі у важкому матчі «яничари» поступилися німцям 2:3, тим самим завоювавши бронзу.

### Чемпіонат світу 2010
Після тріумфу на Євро-2008 Туреччина виступила в кваліфікаційному раунді вкрай невдало: за кілька турів до кінця турніру вона втратила теоретичні шанси пробитися на першість світу навіть через стикові матчі, поступившись другою сходинкою збірній Боснії і Герцеговини. Після цього багаторічний тренер Фатіх Терім оголосив, що подасть у відставку.

### Чемпіонат Європи 2012
Туреччина потрапила в групу А в кваліфікації до Євро-2012, де посіла друге місце і потрапила в плей-оф, але там поступилась Хорватії. 14 листопада 2012 року Туреччина відсвяткувала свій 500-й матч в історії у товариській грі проти Данії на стадіоні «Тюрк-Телеком-Арена», Стамбул, який завершився внічию 1:1. Перед матчем були вшановані футболісти та тренери, які сприяли успіхам національної збірної в минулому. Турецька поп-співачка Хадісе, яка одягла майку національної команди з номером 500, виступила з невеликим концертом.

### Чемпіонат світу 2014
Туреччина потрапила в групу D у кваліфікації до чемпіонату світу 2014 року та зайняла четверте місце. В результаті по ходу відбору було звільнено тренера Абдулли Авчі. Натомість Фатіх Терім втретє повернувся до збірної, але поразка 0:2 від Нідерландів знищила останні надії на кваліфікацію.

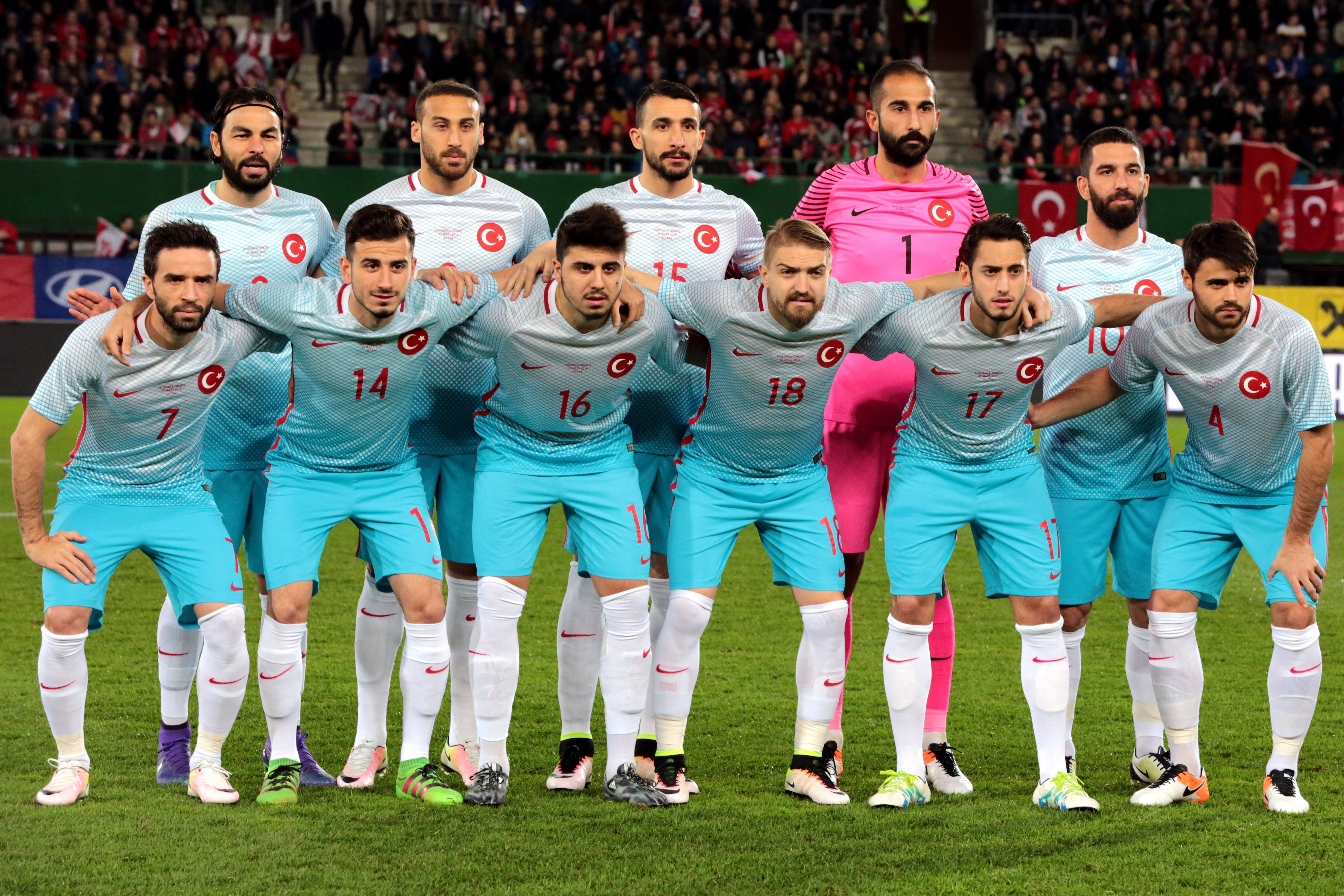
Збірна Туреччини у 2016 році.

### Чемпіонат Європи 2016
У відборі до Євро-2016 збірна Туреччини посіла третє місце в групі, пропустивши вперед Чехію, Ісландію і сенсаційно залишивши за бортом фінальної частини турніру бронзового призера ЧС-2014 Голландію, а також обійшовши збірні Латвії та Казахстану. З усіх команд, що посіли треті місця в групах, кращі показники виявилися у турків, тому «яничари» отримали пряму путівку на континентальну першість. У фінальному етапі збірна Туреччини зіграла невдало, програвши Хорватії 0:1 і чинному чемпіону Європи Іспанії 0:3 і лише в останньому матчі здолавши Чехію 2:0. Туреччина посіла третє місце в групі, але через гірші показники залишилася без плей-оф.

### Чемпіонат світу 2018
Туреччина потрапила в групу I у кваліфікації до чемпіонату світу 2018 року. Під час кваліфікації головний тренер Фатіх Терім покинув посаду і його замінив 72-річний колишній румунський тренер Мірча Луческу. Після восьми ігор Туреччина мала високі шанси вийти на турнір, але поразка 0:3 проти Ісландії вдома погіршила ситуацію, а нічия 2–2 в останньому десятому турі проти Фінляндії опустила команду на четверте місце.

### Чемпіонат Європи 2020
Після провалу у попередній кваліфікації Луческу був звільнений, а новим тренером став Шенол Гюнеш, що розпочав революцію в команді, залучивши багатьох молодих талантів, тільки зберігаючи із ветеранів Бурака Їлмаза і Емре Белезоглу . Реструктуризація команди виявилася вдалою, оскільки Туреччина провела одну з найкращих кампаній у новітній історії. Туреччині вдалося домогтися перемоги 2:0 проти діючих чемпіонів світу і фаворитів групи Франції у Коньї, а згодом і зіграти внічию 1:1 на «Стад де Франс». Втім результати з аутсайдерами групи були не такі вдалі, так Андорі турки забили переможний гол лише на 89-й хвилині на «Водафон Парк» у Стамбулі, а єдину поразку в групі зазнала проти Ісландії в Рейк'явіку, програвши 1:2. Зігравши з ними ж внічию 0:0 вдома, Туреччина програла перше місце у групі Франції, але з другого вийшла на чемпіонат Європи, який згодом через пандемію коронавірусу був перенесений на літо 2021 року.
Безпосередньо на турнірі турки програли усі три матчі групового етапу із загальним рахунком 1:8, після чого завершили виступи на ньому. 

## Кубок Світу
- 1930 — не брала участі
- 1934 — відмовилася від участі
- 1938 — не брала участі
- 1950 — пройшла кваліфікацію, але відмовилася від участі в фінальних змаганнях
- 1954 — груповий етап
- 1958 — відмовилася від участі
- 1962–1998 — не пройшла кваліфікацію
- 2002 — третє місце
- 2006 — не пройшла кваліфікацію
- 2010 — не пройшла кваліфікацію
- 2014 — не пройшла кваліфікацію
- 2018 — не пройшла кваліфікацію
- 2022 — не пройшла кваліфікацію

## Чемпіонат Європи
- 1960–1992 — не пройшла кваліфікацію
- 1996 — груповий етап
- 2000 — чвертьфінал
- 2004 — не пройшла кваліфікацію
- 2008 — півфінал
- 2012 — не пройшла кваліфікацію
- 2016 — груповий етап
- 2020 — груповий етап

## Форма
Домашня
| 1923-1963 | 1963-1993 | 1996-1998 · EURO 1996 | 1998-2000 | 2000-2002 · EURO 2000 | 2002-2003 · ЧС 2002 | 2003-2004 | 2004-2005 |  | 2005-2008 | 2008-2010 · EURO 2008 |

| 2010-2012 | 2012-2016 | 2016-2018 · EURO 2016 | 2018-2020 | 2020- |

Гостьова
| 1996-1998 · EURO 1996 |  | 1998-2000 |  | 2000-2002 · EURO 2000 | 2002-2003 · ЧС 2002 | 2003 | 2004-2005 | 2006-2008 | 2008-2010 · EURO 2008 |

| 2010-2012 | 2012-2016 | 2016-2018 · EURO 2016 | 2018 | 2020 |

## Статистика виступів

### Чемпіонат світу
| Фінальна частина | Фінальна частина                           | Фінальна частина                           | Фінальна частина                           | Фінальна частина                           | Фінальна частина                           | Фінальна частина                           | Фінальна частина                           | Фінальна частина                           |                       | Кваліфікація          | Кваліфікація          | Кваліфікація          | Кваліфікація          | Кваліфікація          | Кваліфікація    |                 |
| Рік              | Раунд                                      | Місце                                      | І                                          | В                                          | Н*                                         | П                                          | ГЗ                                         | ГП                                         | І                     | В                     | Н                     | П                     | ГЗ                    | ГП                    |                 |                 |
| ---------------- | ------------------------------------------ | ------------------------------------------ | ------------------------------------------ | ------------------------------------------ | ------------------------------------------ | ------------------------------------------ | ------------------------------------------ | ------------------------------------------ | --------------------- | --------------------- | --------------------- | --------------------- | --------------------- | --------------------- | --------------- | --------------- |
| 1930             | Не брала участь                            | Не брала участь                            | Не брала участь                            | Не брала участь                            | Не брала участь                            | Не брала участь                            | Не брала участь                            | Не брала участь                            | Не брала участь       | Не брала участь       | Не брала участь       | Не брала участь       | Не брала участь       | Не брала участь       |                 |                 |
| 1934             | Відмовилась                                | Відмовилась                                | Відмовилась                                | Відмовилась                                | Відмовилась                                | Відмовилась                                | Відмовилась                                | Відмовилась                                | Відмовилась           | Відмовилась           | Відмовилась           | Відмовилась           | Відмовилась           | Відмовилась           |                 |                 |
| 1938             | Не брала участь                            | Не брала участь                            | Не брала участь                            | Не брала участь                            | Не брала участь                            | Не брала участь                            | Не брала участь                            | Не брала участь                            | Не брала участь       | Не брала участь       | Не брала участь       | Не брала участь       | Не брала участь       | Не брала участь       | Не брала участь | Не брала участь |
| 1950             | Відмовилась після проходження кваліфікації | Відмовилась після проходження кваліфікації | Відмовилась після проходження кваліфікації | Відмовилась після проходження кваліфікації | Відмовилась після проходження кваліфікації | Відмовилась після проходження кваліфікації | Відмовилась після проходження кваліфікації | Відмовилась після проходження кваліфікації | 1                     | 1                     | 0                     | 0                     | 7                     | 0                     |                 |                 |
| 1954             | Груповий етап                              | 9                                          | 3                                          | 1                                          | 0                                          | 2                                          | 10                                         | 11                                         | 3                     | 1                     | 1                     | 1                     | 4                     | 6                     |                 |                 |
| 1958             | Відмовилась                                | Відмовилась                                | Відмовилась                                | Відмовилась                                | Відмовилась                                | Відмовилась                                | Відмовилась                                | Відмовилась                                | Відмовилась           | Відмовилась           | Відмовилась           | Відмовилась           | Відмовилась           | Відмовилась           |                 |                 |
| 1962             | Не кваліфікувалась                         | Не кваліфікувалась                         | Не кваліфікувалась                         | Не кваліфікувалась                         | Не кваліфікувалась                         | Не кваліфікувалась                         | Не кваліфікувалась                         | Не кваліфікувалась                         | 4                     | 2                     | 0                     | 2                     | 4                     | 4                     |                 |                 |
| 1966             | Не кваліфікувалась                         | Не кваліфікувалась                         | Не кваліфікувалась                         | Не кваліфікувалась                         | Не кваліфікувалась                         | Не кваліфікувалась                         | Не кваліфікувалась                         | Не кваліфікувалась                         | 6                     | 1                     | 0                     | 5                     | 4                     | 19                    |                 |                 |
| 1970             | Не кваліфікувалась                         | Не кваліфікувалась                         | Не кваліфікувалась                         | Не кваліфікувалась                         | Не кваліфікувалась                         | Не кваліфікувалась                         | Не кваліфікувалась                         | Не кваліфікувалась                         | 4                     | 0                     | 0                     | 4                     | 2                     | 13                    |                 |                 |
| 1974             | Не кваліфікувалась                         | Не кваліфікувалась                         | Не кваліфікувалась                         | Не кваліфікувалась                         | Не кваліфікувалась                         | Не кваліфікувалась                         | Не кваліфікувалась                         | Не кваліфікувалась                         | 6                     | 2                     | 2                     | 2                     | 5                     | 3                     |                 |                 |
| 1978             | Не кваліфікувалась                         | Не кваліфікувалась                         | Не кваліфікувалась                         | Не кваліфікувалась                         | Не кваліфікувалась                         | Не кваліфікувалась                         | Не кваліфікувалась                         | Не кваліфікувалась                         | 6                     | 2                     | 1                     | 3                     | 9                     | 5                     |                 |                 |
| 1982             | Не кваліфікувалась                         | Не кваліфікувалась                         | Не кваліфікувалась                         | Не кваліфікувалась                         | Не кваліфікувалась                         | Не кваліфікувалась                         | Не кваліфікувалась                         | Не кваліфікувалась                         | 8                     | 0                     | 0                     | 8                     | 1                     | 22                    |                 |                 |
| 1986             | Не кваліфікувалась                         | Не кваліфікувалась                         | Не кваліфікувалась                         | Не кваліфікувалась                         | Не кваліфікувалась                         | Не кваліфікувалась                         | Не кваліфікувалась                         | Не кваліфікувалась                         | 8                     | 0                     | 1                     | 7                     | 2                     | 24                    |                 |                 |
| 1990             | Не кваліфікувалась                         | Не кваліфікувалась                         | Не кваліфікувалась                         | Не кваліфікувалась                         | Не кваліфікувалась                         | Не кваліфікувалась                         | Не кваліфікувалась                         | Не кваліфікувалась                         | 8                     | 3                     | 1                     | 4                     | 12                    | 10                    |                 |                 |
| 1994             | Не кваліфікувалась                         | Не кваліфікувалась                         | Не кваліфікувалась                         | Не кваліфікувалась                         | Не кваліфікувалась                         | Не кваліфікувалась                         | Не кваліфікувалась                         | Не кваліфікувалась                         | 10                    | 3                     | 1                     | 6                     | 11                    | 19                    |                 |                 |
| 1998             | Не кваліфікувалась                         | Не кваліфікувалась                         | Не кваліфікувалась                         | Не кваліфікувалась                         | Не кваліфікувалась                         | Не кваліфікувалась                         | Не кваліфікувалась                         | Не кваліфікувалась                         | 8                     | 4                     | 2                     | 2                     | 21                    | 9                     |                 |                 |
| 2002             | Бронзовий призер                           | 3                                          | 7                                          | 4                                          | 1                                          | 2                                          | 10                                         | 6                                          | 12                    | 8                     | 3                     | 1                     | 24                    | 8                     |                 |                 |
| 2006             | Не кваліфікувалась                         | Не кваліфікувалась                         | Не кваліфікувалась                         | Не кваліфікувалась                         | Не кваліфікувалась                         | Не кваліфікувалась                         | Не кваліфікувалась                         | Не кваліфікувалась                         | 14                    | 7                     | 5                     | 2                     | 27                    | 13                    |                 |                 |
| 2010             | Не кваліфікувалась                         | Не кваліфікувалась                         | Не кваліфікувалась                         | Не кваліфікувалась                         | Не кваліфікувалась                         | Не кваліфікувалась                         | Не кваліфікувалась                         | Не кваліфікувалась                         | 10                    | 4                     | 3                     | 3                     | 13                    | 10                    |                 |                 |
| 2014             | Не кваліфікувалась                         | Не кваліфікувалась                         | Не кваліфікувалась                         | Не кваліфікувалась                         | Не кваліфікувалась                         | Не кваліфікувалась                         | Не кваліфікувалась                         | Не кваліфікувалась                         | 10                    | 5                     | 1                     | 4                     | 16                    | 9                     |                 |                 |
| 2018             | Не кваліфікувалась                         | Не кваліфікувалась                         | Не кваліфікувалась                         | Не кваліфікувалась                         | Не кваліфікувалась                         | Не кваліфікувалась                         | Не кваліфікувалась                         | Не кваліфікувалась                         | 10                    | 4                     | 3                     | 3                     | 14                    | 13                    |                 |                 |
| 2022             | Буде визначено згодом                      | Буде визначено згодом                      | Буде визначено згодом                      | Буде визначено згодом                      | Буде визначено згодом                      | Буде визначено згодом                      | Буде визначено згодом                      | Буде визначено згодом                      | Буде визначено згодом | Буде визначено згодом | Буде визначено згодом | Буде визначено згодом | Буде визначено згодом | Буде визначено згодом |                 |                 |
| 2026             | Буде визначено згодом                      | Буде визначено згодом                      | Буде визначено згодом                      | Буде визначено згодом                      | Буде визначено згодом                      | Буде визначено згодом                      | Буде визначено згодом                      | Буде визначено згодом                      | Буде визначено згодом | Буде визначено згодом | Буде визначено згодом | Буде визначено згодом | Буде визначено згодом | Буде визначено згодом |                 |                 |
| Всього           | 3 місце                                    | 2/21                                       | 10                                         | 5                                          | 1                                          | 4                                          | 20                                         | 17                                         | 128                   | 47                    | 24                    | 57                    | 176                   | 187                   |                 |                 |

| Список матчів на чемпіонатах світу | Список матчів на чемпіонатах світу | Список матчів на чемпіонатах світу | Список матчів на чемпіонатах світу | Список матчів на чемпіонатах світу | Список матчів на чемпіонатах світу |
| Рік                                | Раунд                              | Матч                               | Результат                          | Дата                               | Місце                              |
| ---------------------------------- | ---------------------------------- | ---------------------------------- | ---------------------------------- | ---------------------------------- | ---------------------------------- |
| 1954                               | Група 2                            | Туреччина 1-4 Німеччина            | Поразка                            | 17 червня 1954                     | Берн, Швейцарія                    |
| 1954                               | Група 2                            | Туреччина 7-0 Південна Корея       | Перемога                           | 20 червня 1954                     | Женева, Швейцарія                  |
| 1954                               | Група 2                            | Туреччина 2-7 Німеччина            | Поразка                            | 23 червня 1954                     | Цюрих, Швейцарія                   |
| 2002                               | Група C                            | Туреччина 1-2 Бразилія             | Поразка                            | 3 червня 2002                      | Ульсан, Південна Корея             |
| 2002                               | Група C                            | Туреччина 1-1 Коста-Рика           | Нічия                              | 9 червня 2002                      | Інчхон, Південна Корея             |
| 2002                               | Група C                            | Туреччина 3-0 КНР                  | Перемога                           | 13 червня 2002                     | Сеул, Південна Корея               |
| 2002                               | 1/8 фіналу                         | Туреччина 1-0 Японія               | Перемога                           | 18 червня 2002                     | Ріфу, Японія                       |
| 2002                               | 1/4 фіналу                         | Туреччина 1-0 Сенегал              | Перемога                           | 22 червня 2002                     | Осака, Японія                      |
| 2002                               | Півфінал                           | Туреччина 0-1 Бразилія             | Поразка                            | 26 червня 2002                     | Сайтама, Японія                    |
| 2002                               | Матч за 3-тє місце                 | Туреччина 3-2 Південна Корея       | Перемога                           | 29 червня 2002                     | Тегу, Південна Корея               |

### Чемпіонат Європи
| Фінальна частина | Фінальна частина      | Фінальна частина      | Фінальна частина      | Фінальна частина      | Фінальна частина      | Фінальна частина      | Фінальна частина      | Фінальна частина      |                       | Кваліфікація          | Кваліфікація          | Кваліфікація          | Кваліфікація          | Кваліфікація          | Кваліфікація |
| Рік              | Раунд                 | Місце                 | І                     | В                     | Н*                    | П                     | ГЗ                    | ГП                    | І                     | В                     | Н                     | П                     | ГЗ                    | ГП                    |              |
| ---------------- | --------------------- | --------------------- | --------------------- | --------------------- | --------------------- | --------------------- | --------------------- | --------------------- | --------------------- | --------------------- | --------------------- | --------------------- | --------------------- | --------------------- | ------------ |
| 1960             | Не кваліфікувалась    | Не кваліфікувалась    | Не кваліфікувалась    | Не кваліфікувалась    | Не кваліфікувалась    | Не кваліфікувалась    | Не кваліфікувалась    | Не кваліфікувалась    | 2                     | 1                     | 0                     | 1                     | 2                     | 3                     |              |
| 1964             | Не кваліфікувалась    | Не кваліфікувалась    | Не кваліфікувалась    | Не кваліфікувалась    | Не кваліфікувалась    | Не кваліфікувалась    | Не кваліфікувалась    | Не кваліфікувалась    | 2                     | 0                     | 0                     | 2                     | 0                     | 7                     |              |
| 1968             | Не кваліфікувалась    | Не кваліфікувалась    | Не кваліфікувалась    | Не кваліфікувалась    | Не кваліфікувалась    | Не кваліфікувалась    | Не кваліфікувалась    | Не кваліфікувалась    | 6                     | 1                     | 2                     | 3                     | 3                     | 8                     |              |
| 1972             | Не кваліфікувалась    | Не кваліфікувалась    | Не кваліфікувалась    | Не кваліфікувалась    | Не кваліфікувалась    | Не кваліфікувалась    | Не кваліфікувалась    | Не кваліфікувалась    | 6                     | 2                     | 1                     | 3                     | 5                     | 13                    |              |
| 1976             | Не кваліфікувалась    | Не кваліфікувалась    | Не кваліфікувалась    | Не кваліфікувалась    | Не кваліфікувалась    | Не кваліфікувалась    | Не кваліфікувалась    | Не кваліфікувалась    | 6                     | 2                     | 2                     | 2                     | 5                     | 10                    |              |
| 1980             | Не кваліфікувалась    | Не кваліфікувалась    | Не кваліфікувалась    | Не кваліфікувалась    | Не кваліфікувалась    | Не кваліфікувалась    | Не кваліфікувалась    | Не кваліфікувалась    | 6                     | 3                     | 1                     | 2                     | 5                     | 5                     |              |
| 1984             | Не кваліфікувалась    | Не кваліфікувалась    | Не кваліфікувалась    | Не кваліфікувалась    | Не кваліфікувалась    | Не кваліфікувалась    | Не кваліфікувалась    | Не кваліфікувалась    | 8                     | 3                     | 1                     | 4                     | 8                     | 16                    |              |
| 1988             | Не кваліфікувалась    | Не кваліфікувалась    | Не кваліфікувалась    | Не кваліфікувалась    | Не кваліфікувалась    | Не кваліфікувалась    | Не кваліфікувалась    | Не кваліфікувалась    | 6                     | 0                     | 2                     | 4                     | 2                     | 16                    |              |
| 1992             | Не кваліфікувалась    | Не кваліфікувалась    | Не кваліфікувалась    | Не кваліфікувалась    | Не кваліфікувалась    | Не кваліфікувалась    | Не кваліфікувалась    | Не кваліфікувалась    | 6                     | 0                     | 0                     | 6                     | 1                     | 14                    |              |
| 1996             | Груповий етап         | 16                    | 3                     | 0                     | 0                     | 3                     | 0                     | 5                     | 8                     | 4                     | 3                     | 1                     | 16                    | 8                     |              |
| 2000             | Чвертьфінал           | 6                     | 4                     | 1                     | 1                     | 2                     | 3                     | 4                     | 10                    | 5                     | 4                     | 1                     | 16                    | 7                     |              |
| 2004             | Не кваліфікувалась    | Не кваліфікувалась    | Не кваліфікувалась    | Не кваліфікувалась    | Не кваліфікувалась    | Не кваліфікувалась    | Не кваліфікувалась    | Не кваліфікувалась    | 10                    | 6                     | 2                     | 2                     | 19                    | 8                     |              |
| 2008             | Півфінал              | 3                     | 5                     | 2                     | 1                     | 2                     | 8                     | 9                     | 12                    | 7                     | 3                     | 2                     | 25                    | 11                    |              |
| 2012             | Не кваліфікувалась    | Не кваліфікувалась    | Не кваліфікувалась    | Не кваліфікувалась    | Не кваліфікувалась    | Не кваліфікувалась    | Не кваліфікувалась    | Не кваліфікувалась    | 12                    | 5                     | 3                     | 4                     | 13                    | 14                    |              |
| 2016             | Груповий етап         | 17                    | 3                     | 1                     | 0                     | 2                     | 2                     | 4                     | 10                    | 5                     | 3                     | 2                     | 14                    | 9                     |              |
| 2020             | Груповий етап         | 24                    | 3                     | 0                     | 0                     | 3                     | 1                     | 8                     | 10                    | 7                     | 2                     | 1                     | 18                    | 3                     |              |
| 2024             | Буде визначено згодом | Буде визначено згодом | Буде визначено згодом | Буде визначено згодом | Буде визначено згодом | Буде визначено згодом | Буде визначено згодом | Буде визначено згодом | Буде визначено згодом | Буде визначено згодом | Буде визначено згодом | Буде визначено згодом | Буде визначено згодом | Буде визначено згодом |              |
| Всього           | 3 місце               | 4/16                  | 15                    | 4                     | 2                     | 9                     | 14                    | 30                    | 120                   | 51                    | 29                    | 40                    | 152                   | 152                   |              |

| Список матчів на чемпіонатах Європи | Список матчів на чемпіонатах Європи | Список матчів на чемпіонатах Європи | Список матчів на чемпіонатах Європи | Список матчів на чемпіонатах Європи | Список матчів на чемпіонатах Європи |
| Рік                                 | Раунд                               | Матч                                | Результат                           | Дата                                | Місце                               |
| ----------------------------------- | ----------------------------------- | ----------------------------------- | ----------------------------------- | ----------------------------------- | ----------------------------------- |
| 1996                                | Група D                             | Туреччина 0–1 Хорватія              | Поразка                             | 11 червня 1996                      | Ноттінгем, Англія                   |
| 1996                                | Група D                             | Туреччина 0–1 Португалія            | Поразка                             | 14 червня 1996                      | Ноттінгем, Англія                   |
| 1996                                | Група D                             | Туреччина 0–3 Данія                 | Поразка                             | 19 червня 1996                      | Шеффілд, Англія                     |
| 2000                                | Група B                             | Туреччина 1–2 Італія                | Поразка                             | 11 червня 2000                      | Арнем, Нідерланди                   |
| 2000                                | Група B                             | Туреччина 0–0 Швеція                | Нічия                               | 15 червня 2000                      | Ейндговен, Нідерланди               |
| 2000                                | Група B                             | Туреччина 2–0 Бельгія               | Перемога                            | 19 червня 2000                      | Брюссель, Бельгія                   |
| 2000                                | Чвертьфінал                         | Туреччина 0–2 Португалія            | Поразка                             | 24 червня 2000                      | Амстердам, Нідерланди               |
| 2008                                | Група A                             | Туреччина 0–2 Португалія            | Поразка                             | 7 червня 2008                       | Женева, Швейцарія                   |
| 2008                                | Група A                             | Туреччина 2–1 Швейцарія             | Перемога                            | 11 червня 2008                      | Базель, Швейцарія                   |
| 2008                                | Група A                             | Туреччина 3–2 Чехія                 | Перемога                            | 15 червня 2008                      | Женева, Швейцарія                   |
| 2008                                | Чвертьфінал                         | Туреччина 1–1 (пен. 3–1) Хорватія   | Нічия                               | 20 червня 2008                      | Відень, Австрія                     |
| 2008                                | Півфінал                            | Туреччина 2–3 Німеччина             | Поразка                             | 25 червня 2008                      | Базель, Швейцарія                   |
| 2016                                | Група D                             | Туреччина 0–1 Хорватія              | Поразка                             | 12 червня 2016                      | Париж, Франція                      |
| 2016                                | Група D                             | Туреччина 0–3 Іспанія               | Поразка                             | 17 червня 2016                      | Ніцца, Франція                      |
| 2016                                | Група D                             | Туреччина 2–0 Чехія                 | Перемога                            | 21 червня 2016                      | Ланс, Франція                       |

### Ліга націй УЄФА

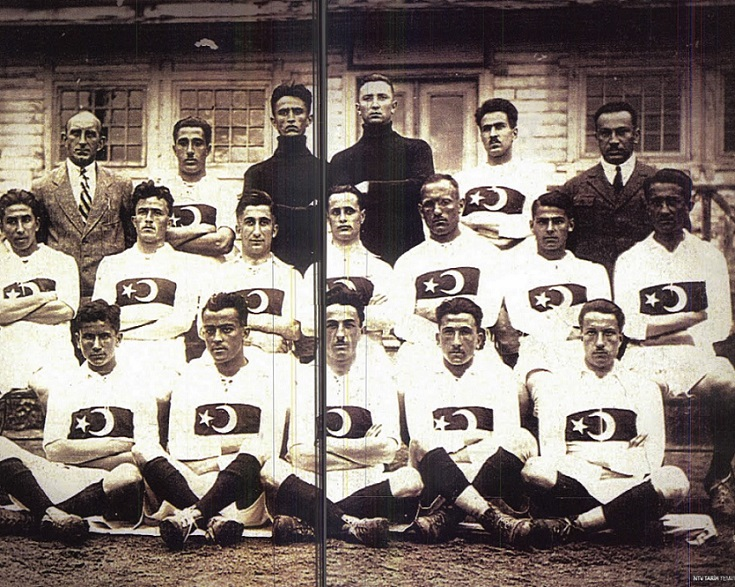
Збірна Туреччини на літніх Олімпійських іграх 1924 року у Парижі.

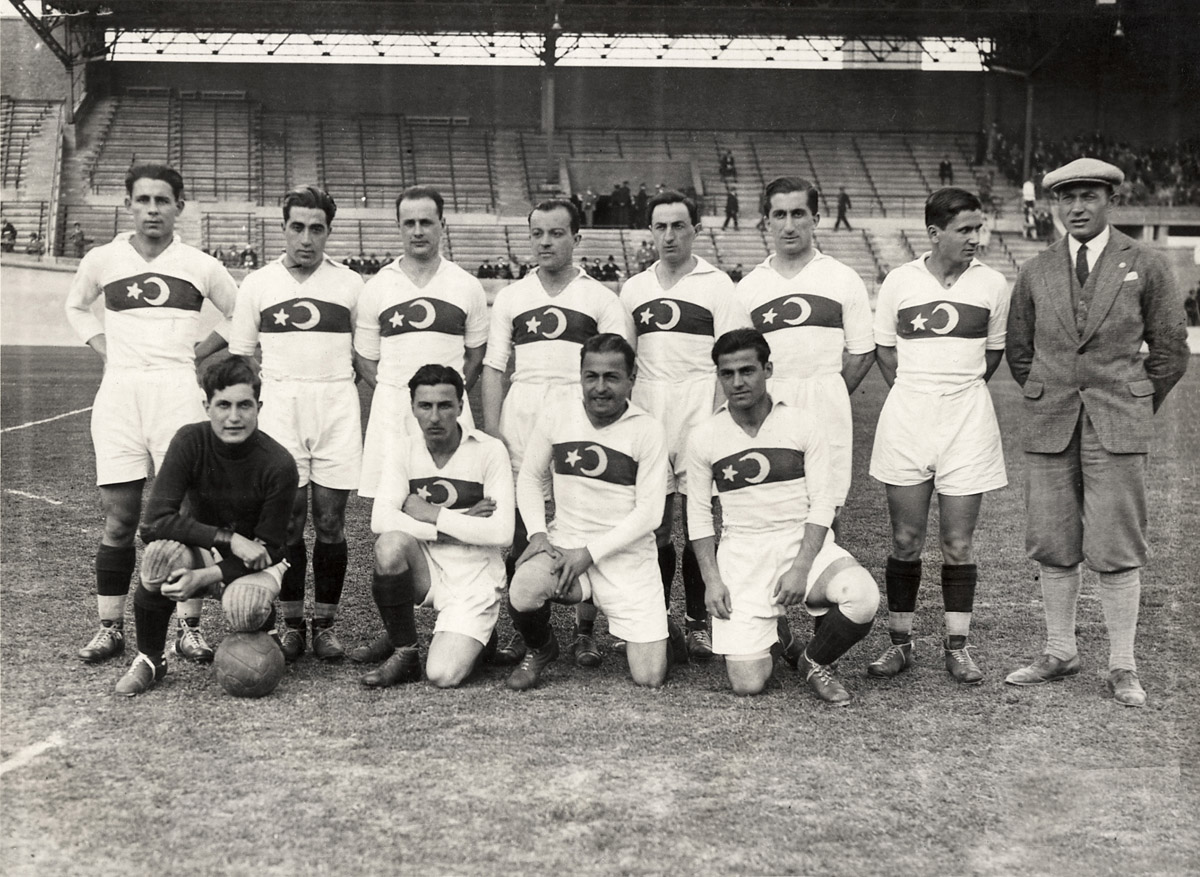
Збірна Туреччини на літніх Олімпійських іграх 1928 року в Амстердамі.

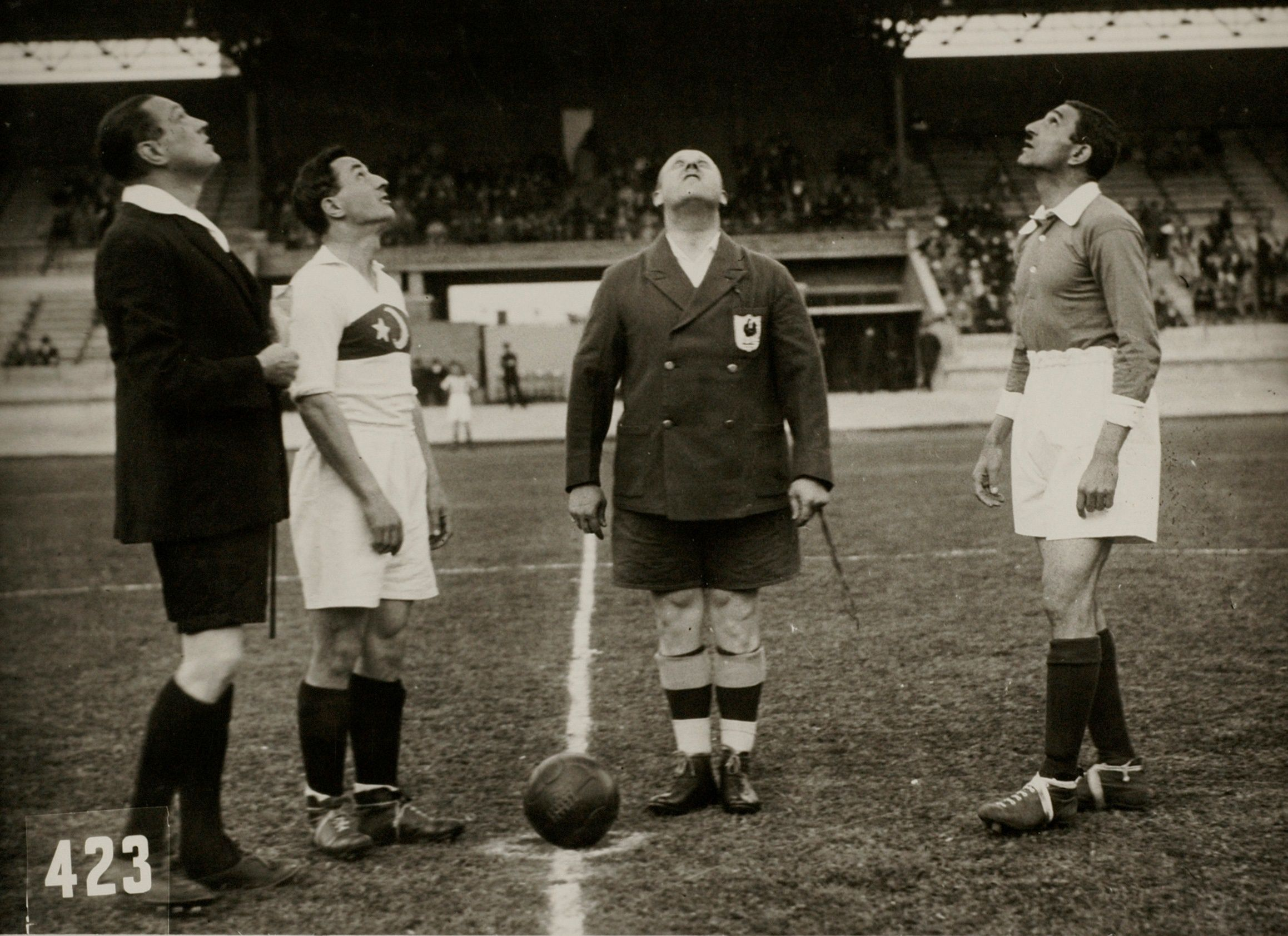
Жеребкування перед матчем Туреччина-Єгипет на літніх Олімпійських іграх 1928 року в Амстердамі.

| Ліга націй УЄФА | Ліга націй УЄФА | Ліга націй УЄФА       | Ліга націй УЄФА       | Ліга націй УЄФА       | Ліга націй УЄФА       | Ліга націй УЄФА       | Ліга націй УЄФА       | Ліга націй УЄФА       | Ліга націй УЄФА       | Ліга націй УЄФА |
| Рік             | Дивізіон        | Раунд                 | М                     | І                     | В                     | Н                     | П                     | ГЗ                    | ГП                    |                 |
| --------------- | --------------- | --------------------- | --------------------- | --------------------- | --------------------- | --------------------- | --------------------- | --------------------- | --------------------- | --------------- |
| 2018–19         | Ліга B          | Груповий етап         | 3                     | 4                     | 1                     | 0                     | 3                     | 4                     | 7                     |                 |
| 2020–21         | Ліга B          | Буде визначено згодом | Буде визначено згодом | Буде визначено згодом | Буде визначено згодом | Буде визначено згодом | Буде визначено згодом | Буде визначено згодом | Буде визначено згодом |                 |
| Всього          | Всього          | Груповий етап Ліга В  | 1/1                   | 4                     | 1                     | 0                     | 3                     | 4                     | 7                     |                 |

### Олімпійські ігри
| Футбол на Олімпійських іграх | Футбол на Олімпійських іграх | Футбол на Олімпійських іграх | Футбол на Олімпійських іграх | Футбол на Олімпійських іграх | Футбол на Олімпійських іграх | Футбол на Олімпійських іграх | Футбол на Олімпійських іграх | Футбол на Олімпійських іграх |
| Рік                          | Раунд                        | Місце                        | І                            | В                            | Н*                           | П                            | ГЗ                           | ГП                           |
| ---------------------------- | ---------------------------- | ---------------------------- | ---------------------------- | ---------------------------- | ---------------------------- | ---------------------------- | ---------------------------- | ---------------------------- |
| 1924                         | 1 раунд                      | 13                           | 1                            | 0                            | 0                            | 1                            | 2                            | 5                            |
| 1928                         | 1 раунд                      | 14                           | 1                            | 0                            | 0                            | 1                            | 1                            | 7                            |
| 1936                         | 1 раунд                      | 15                           | 1                            | 0                            | 0                            | 1                            | 0                            | 1                            |
| 1948                         | Чвертьфінал                  | 6                            | 2                            | 1                            | 0                            | 1                            | 5                            | 3                            |
| 1952                         | Чвертьфінал                  | 8                            | 2                            | 1                            | 0                            | 1                            | 3                            | 8                            |
| 1956                         | Відмовилась                  | Відмовилась                  | Відмовилась                  | Відмовилась                  | Відмовилась                  | Відмовилась                  | Відмовилась                  | Відмовилась                  |
| 1960                         | 1 раунд                      | 14                           | 3                            | 0                            | 1                            | 2                            | 3                            | 10                           |
| 1964                         | Не кваліфікувалась           | Не кваліфікувалась           | Не кваліфікувалась           | Не кваліфікувалась           | Не кваліфікувалась           | Не кваліфікувалась           | Не кваліфікувалась           | Не кваліфікувалась           |
| 1968                         | Не кваліфікувалась           | Не кваліфікувалась           | Не кваліфікувалась           | Не кваліфікувалась           | Не кваліфікувалась           | Не кваліфікувалась           | Не кваліфікувалась           | Не кваліфікувалась           |
| 1972                         | Не кваліфікувалась           | Не кваліфікувалась           | Не кваліфікувалась           | Не кваліфікувалась           | Не кваліфікувалась           | Не кваліфікувалась           | Не кваліфікувалась           | Не кваліфікувалась           |
| 1976                         | Не кваліфікувалась           | Не кваліфікувалась           | Не кваліфікувалась           | Не кваліфікувалась           | Не кваліфікувалась           | Не кваліфікувалась           | Не кваліфікувалась           | Не кваліфікувалась           |
| 1980                         | Не кваліфікувалась           | Не кваліфікувалась           | Не кваліфікувалась           | Не кваліфікувалась           | Не кваліфікувалась           | Не кваліфікувалась           | Не кваліфікувалась           | Не кваліфікувалась           |
| 1984                         | Відмовилась                  | Відмовилась                  | Відмовилась                  | Відмовилась                  | Відмовилась                  | Відмовилась                  | Відмовилась                  | Відмовилась                  |
| 1988                         | Не кваліфікувалась           | Не кваліфікувалась           | Не кваліфікувалась           | Не кваліфікувалась           | Не кваліфікувалась           | Не кваліфікувалась           | Не кваліфікувалась           | Не кваліфікувалась           |
| 1992                         | Не кваліфікувалась           | Не кваліфікувалась           | Не кваліфікувалась           | Не кваліфікувалась           | Не кваліфікувалась           | Не кваліфікувалась           | Не кваліфікувалась           | Не кваліфікувалась           |
| 1996                         | Не кваліфікувалась           | Не кваліфікувалась           | Не кваліфікувалась           | Не кваліфікувалась           | Не кваліфікувалась           | Не кваліфікувалась           | Не кваліфікувалась           | Не кваліфікувалась           |
| 2000                         | Не кваліфікувалась           | Не кваліфікувалась           | Не кваліфікувалась           | Не кваліфікувалась           | Не кваліфікувалась           | Не кваліфікувалась           | Не кваліфікувалась           | Не кваліфікувалась           |
| 2004                         | Не кваліфікувалась           | Не кваліфікувалась           | Не кваліфікувалась           | Не кваліфікувалась           | Не кваліфікувалась           | Не кваліфікувалась           | Не кваліфікувалась           | Не кваліфікувалась           |
| 2008                         | Не кваліфікувалась           | Не кваліфікувалась           | Не кваліфікувалась           | Не кваліфікувалась           | Не кваліфікувалась           | Не кваліфікувалась           | Не кваліфікувалась           | Не кваліфікувалась           |
| 2012                         | Не кваліфікувалась           | Не кваліфікувалась           | Не кваліфікувалась           | Не кваліфікувалась           | Не кваліфікувалась           | Не кваліфікувалась           | Не кваліфікувалась           | Не кваліфікувалась           |
| 2016                         | Не кваліфікувалась           | Не кваліфікувалась           | Не кваліфікувалась           | Не кваліфікувалась           | Не кваліфікувалась           | Не кваліфікувалась           | Не кваліфікувалась           | Не кваліфікувалась           |
| 2020                         | Не кваліфікувалась           | Не кваліфікувалась           | Не кваліфікувалась           | Не кваліфікувалась           | Не кваліфікувалась           | Не кваліфікувалась           | Не кваліфікувалась           | Не кваліфікувалась           |
| Всього                       | Чвертьфінал                  | 6/22                         | 10                           | 2                            | 1                            | 7                            | 14                           | 34                           |

### Кубок конфедерацій
| Кубок конфедерацій | Кубок конфедерацій | Кубок конфедерацій | Кубок конфедерацій | Кубок конфедерацій | Кубок конфедерацій | Кубок конфедерацій | Кубок конфедерацій | Кубок конфедерацій | Кубок конфедерацій |
| Рік                | Раунд              | Місце              | І                  | В                  | Н*                 | П                  | ГЗ                 | ГП                 |                    |
| ------------------ | ------------------ | ------------------ | ------------------ | ------------------ | ------------------ | ------------------ | ------------------ | ------------------ | ------------------ |
| 1992               | Не кваліфікувалась | Не кваліфікувалась | Не кваліфікувалась | Не кваліфікувалась | Не кваліфікувалась | Не кваліфікувалась | Не кваліфікувалась | Не кваліфікувалась |                    |
| 1995               | Не кваліфікувалась | Не кваліфікувалась | Не кваліфікувалась | Не кваліфікувалась | Не кваліфікувалась | Не кваліфікувалась | Не кваліфікувалась | Не кваліфікувалась |                    |
| 1997               | Не кваліфікувалась | Не кваліфікувалась | Не кваліфікувалась | Не кваліфікувалась | Не кваліфікувалась | Не кваліфікувалась | Не кваліфікувалась | Не кваліфікувалась |                    |
| 1999               | Не кваліфікувалась | Не кваліфікувалась | Не кваліфікувалась | Не кваліфікувалась | Не кваліфікувалась | Не кваліфікувалась | Не кваліфікувалась | Не кваліфікувалась |                    |
| 2001               | Не кваліфікувалась | Не кваліфікувалась | Не кваліфікувалась | Не кваліфікувалась | Не кваліфікувалась | Не кваліфікувалась | Не кваліфікувалась | Не кваліфікувалась |                    |
| 2003               | 3 місце            | 3                  | 5                  | 2                  | 1                  | 2                  | 8                  | 8                  |                    |
| 2005               | Не кваліфікувалась | Не кваліфікувалась | Не кваліфікувалась | Не кваліфікувалась | Не кваліфікувалась | Не кваліфікувалась | Не кваліфікувалась | Не кваліфікувалась |                    |
| 2009               | Не кваліфікувалась | Не кваліфікувалась | Не кваліфікувалась | Не кваліфікувалась | Не кваліфікувалась | Не кваліфікувалась | Не кваліфікувалась | Не кваліфікувалась |                    |
| 2013               | Не кваліфікувалась | Не кваліфікувалась | Не кваліфікувалась | Не кваліфікувалась | Не кваліфікувалась | Не кваліфікувалась | Не кваліфікувалась | Не кваліфікувалась |                    |
| 2017               | Не кваліфікувалась | Не кваліфікувалась | Не кваліфікувалась | Не кваліфікувалась | Не кваліфікувалась | Не кваліфікувалась | Не кваліфікувалась | Не кваліфікувалась |                    |
| Всього             | 3 місце            | 1/10               | 5                  | 2                  | 1                  | 2                  | 8                  | 8                  |                    |

*В рахунок нічиїх включені в тому числі і матчі, переможець яких був визначений в серії пенальті.

### Кубок ОЕС
| Рік  | Результат       |
| ---- | --------------- |
| 1965 | Фіналіст        |
| 1967 | Чемпіон         |
| 1969 | Чемпіон         |
| 1970 | Фіналіст        |
| 1974 | Чемпіон         |
| 1993 | Не брала участь |

## Гравці збірної

### Поточний склад
Наступні 26 гравців були оголошені у списку збірної для участі у Євро-2024.
Вік гравців наведено на день початку змагання (14 червня 2024 року), дані про кількість матчів і голів — на 17 травня 2024 року.
| №  | Поз. | Гравець                    | Дата народження (вік)            | Ігри | Голи | Клуб                 |
| -- | ---- | -------------------------- | -------------------------------- | ---- | ---- | -------------------- |
| 1  | ВР   | Мерт Гюнок                 | 1 березня 1989 (вік 35 років)    | 28   | 0    | Бешикташ             |
| 23 | ВР   | Угурджан Чакир             | 5 квітня 1996 (вік 28 років)     | 27   | 0    | Трабзонспор          |
| 12 | ВР   | Алтай Байиндир             | 14 квітня 1998 (вік 26 років)    | 8    | 0    | Манчестер Юнайтед    |
|    |      |                            |                                  |      |      |                      |
| 22 | ЗХ   | Каан Айхан                 | 10 листопада 1994 (вік 29 років) | 56   | 5    | Галатасарай          |
| 2  | ЗХ   | Зекі Челік                 | 17 лютого 1997 (вік 27 років)    | 44   | 2    | Рома                 |
| 3  | ЗХ   | Меріх Демірал              | 5 березня 1998 (вік 26 років)    | 42   | 2    | Аль-Аглі (Джидда)    |
| 18 | ЗХ   | Мерт Мюлдюр                | 3 квітня 1999 (вік 25 років)     | 22   | 1    | Фенербахче           |
| 20 | ЗХ   | Ферді Кадиоглу             | 7 жовтня 1999 (вік 24 роки)      | 15   | 1    | Фенербахче           |
| 14 | ЗХ   | Абдулкерім Бардакджи       | 7 вересня 1994 (вік 29 років)    | 6    | 1    | Галатасарай          |
| 4  | ЗХ   | Самет Акайдін              | 13 березня 1994 (вік 30 років)   | 5    | 0    | Панатінаїкос         |
| 13 | ЗХ   | Ахметджан Каплан           | 16 січня 2003 (вік 21 рік)       | 0    | 0    | Аякс (Амстердам)     |
|    |      |                            |                                  |      |      |                      |
| 10 | ПЗ   | Хакан Чалханоглу (капітан) | 8 лютого 1994 (вік 30 років)     | 84   | 18   | Інтернаціонале       |
| 5  | ПЗ   | Окай Йокушлу               | 9 березня 1994 (вік 30 років)    | 39   | 1    | Вест-Бромвіч Альбіон |
| 6  | ПЗ   | Оркун Кекчю                | 29 грудня 2000 (вік 23 роки)     | 26   | 2    | Бенфіка              |
| 15 | ПЗ   | Саліх Озджан               | 11 січня 1998 (вік 26 років)     | 17   | 0    | Боруссія (Дортмунд)  |
| 16 | ПЗ   | Ісмаїл Юксек               | 26 січня 1999 (вік 25 років)     | 14   | 1    | Фенербахче           |
| 8  | ПЗ   | Арда Гюлер                 | 25 лютого 2005 (вік 19 років)    | 6    | 1    | Реал Мадрид          |
|    |      |                            |                                  |      |      |                      |
| 9  | НП   | Дженк Тосун                | 7 червня 1991 (вік 33 роки)      | 50   | 20   | Бешикташ             |
| 11 | НП   | Юсуф Язиджи                | 29 січня 1997 (вік 27 років)     | 42   | 3    | Лілль                |
| 17 | НП   | Ірфан Кахведжі             | 15 липня 1995 (вік 28 років)     | 31   | 2    | Фенербахче           |
| 7  | НП   | Керем Актюркоглу           | 21 жовтня 1998 (вік 25 років)    | 28   | 5    | Галатасарай          |
| 21 | НП   | Бариш Йилмаз               | 23 травня 2000 (вік 24 роки)     | 13   | 1    | Галатасарай          |
| 25 | НП   | Юнус Акгюн                 | 7 липня 2000 (вік 23 роки)       | 9    | 2    | Лестер Сіті          |
| 19 | НП   | Кенан Їлдиз                | 4 травня 2005 (вік 19 років)     | 5    | 1    | Ювентус              |
| 24 | НП   | Семіх Киличсой             | 15 серпня 2005 (вік 18 років)    | 0    | 0    | Бешикташ             |

## Тренерський штаб

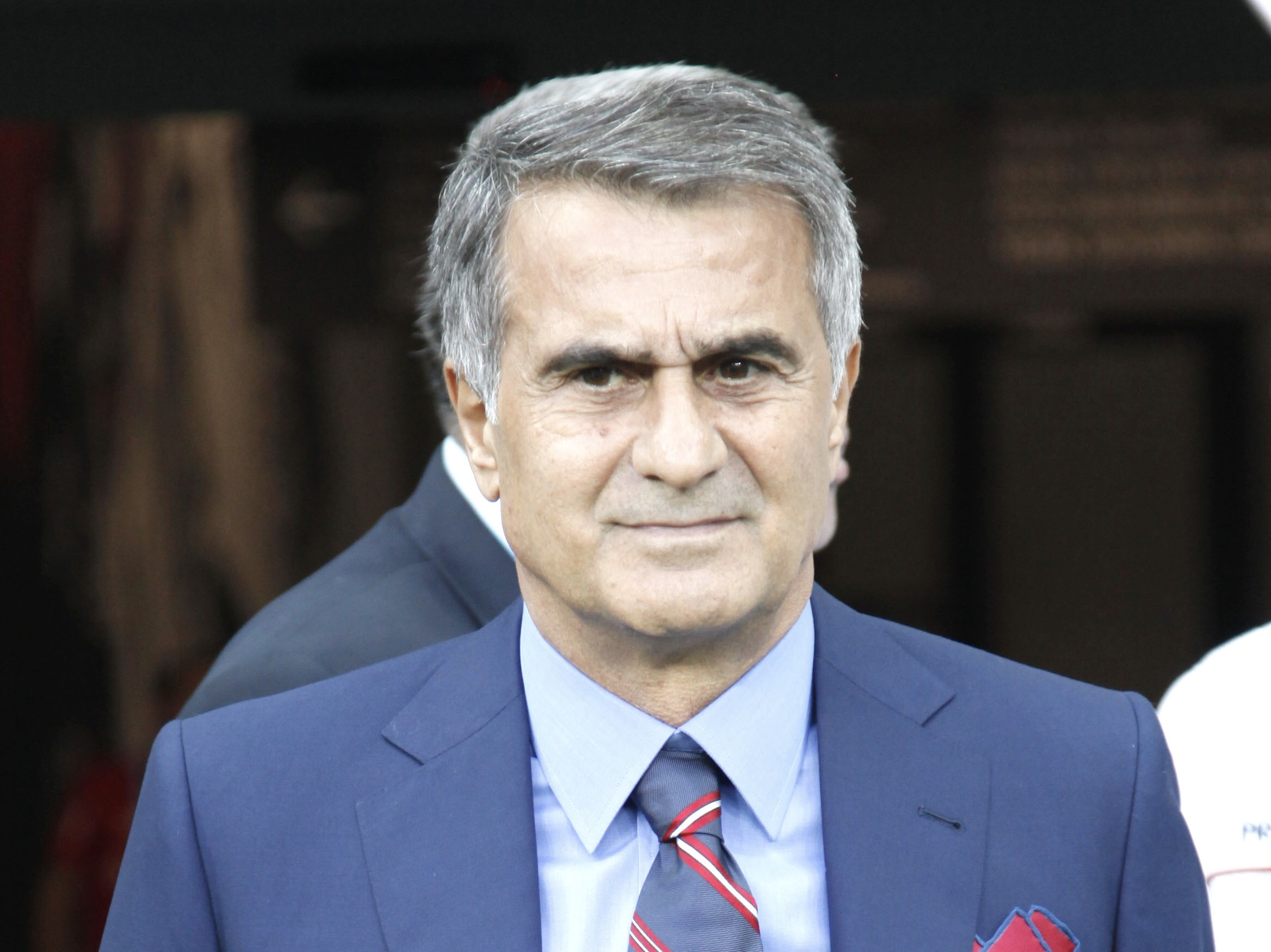
Шенол Гюнеш, нинішній головний тренер збірної Туреччини з футболу.

| Позиція          | Ім'я                 |
| ---------------- | -------------------- |
| Головний тренер  | Шенол Гюнеш          |
| Асистенти        | Байрам Бекташ        |
| Асистенти        | Ерен Шафак           |
| Асистенти        | Шереф Чичек          |
| Тренер з фітнесу | Омюр Сердал Алтунсоз |
| Фізіотерапевт    | Ашкин Деде           |
| Тренер воротарів | Емрах Каракован      |
| Лікарі           | Сарпер Четінкая      |
| Лікарі           | Уфук Шентюрк         |
| Відео аналітик   | Ердоган Кайнак       |

## Гравці

### Найбільше матчів

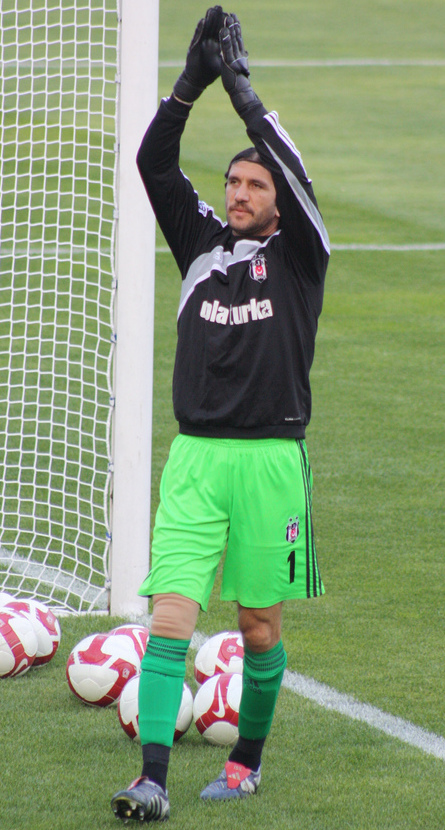
Рюштю Речбер — рекордсмен збірної за кількістю матчів (120).

Гравці, виділені жирним шрифтом, все ще виступають, принаймні на рівні клубу. Станом на 14 жовтня 2019 року.
| #  | Ім'я            | Роки виступів | Ігор | Голів |
| -- | --------------- | ------------- | ---- | ----- |
| 1  | Рюштю Речбер    | 1994–2012     | 120  | 0     |
| 2  | Хакан Шюкюр     | 1992–2007     | 112  | 51    |
| 3  | Бюлент Коркмаз  | 1990–2005     | 102  | 3     |
| 4  | Емре Белезоглу  | 2000–         | 101  | 9     |
| 5  | Арда Туран      | 2006–         | 100  | 17    |
| 6  | Тугай Керімоглу | 1990–2007     | 94   | 2     |
| 7  | Алпай Озалан    | 1995–2005     | 90   | 4     |
| 8  | Хаміт Алтинтоп  | 2004–2014     | 82   | 7     |
| 9  | Мехмет Топал    | 2008–         | 81   | 2     |
| 10 | Тунджай Шанли   | 2002–2010     | 80   | 22    |

### Найкращі бомбардири

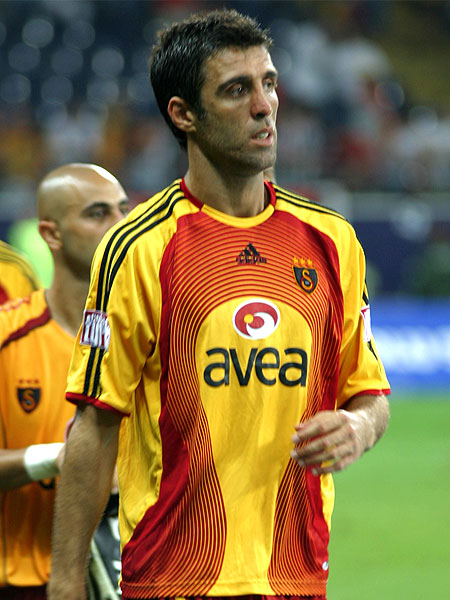
Хакан Шюкюр — рекордсмен збірної за кількістю забитих голів (51).

Гравці з рівною кількістю голів подаються в хронологічному порядку досягнення результату. Гравці, виділені жирним шрифтом, все ще виступають, принаймні на рівні клубу. Станом на 14 жовтня 2019 року.
| #  | Ім'я                   | Роки виступів | Ігор | Голів | Rate |
| -- | ---------------------- | ------------- | ---- | ----- | ---- |
| 1  | Хакан Шюкюр            | 1992–2007     | 51   | 112   | 0.46 |
| 2  | Бурак Їлмаз            | 2006–         | 24   | 58    | 0.43 |
| 3  | Тунджай Шанли          | 2003–2010     | 22   | 80    | 0.28 |
| 4  | Лефтер Кючюкандоньядіс | 1948–1963     | 21   | 46    | 0.46 |
| 5  | Метін Октай            | 1956–1968     | 19   | 36    | 0.53 |
| 5  | Джеміл Туран           | 1969–1979     | 19   | 44    | 0.43 |
| 5  | Ніхат Кахведжі         | 2000–2011     | 19   | 68    | 0.28 |
| 8  | Арда Туран             | 2006–         | 17   | 100   | 0.17 |
| 9  | Дженк Тосун            | 2013-         | 16   | 42    | 0.38 |
| 10 | Зекі Риза Спорел       | 1923–1932     | 15   | 16    | 0.94 |